# سیارک ۱۳۲۳۴
سیارک ۱۳۲۳۴ (به انگلیسی: 13234 Natashaowen، نامگذاری:1998FC74) سیزده هزار و دویست و سی و چهارمین سیارک کشف شده‌است که در ۲۲ مارس ۱۹۹۸ کشف شد.
قدر مطلق سیارک برابر ۱۹.۵ است.